# 丸善ジュンク堂書店
株式会社丸善ジュンク堂書店（まるぜんジュンクどうしょてん、英: MaruzenJunkudo Bookstores Co.,Ltd.）は、日本の大手書店。旧丸善（現在の丸善雄松堂）から分割された「丸善」ブランドの書店と旧株式会社ジュンク堂書店が運営していた「ジュンク堂書店」、業務提携先の株式会社戸田書店が運営していた「戸田書店」の一部店舗を運営している。大日本印刷の子会社である丸善CHIホールディングスの完全子会社である。
登記上の本店および本社は旧丸善の本店である、東京都中央区日本橋二丁目（丸善日本橋店）に置かれているが、本社は中央区新川一丁目（東京ダイヤビルディング）に置かれている。

## 沿革
- 2010年
  - 8月2日 - 丸善株式会社から店舗事業部門が分社化され「丸善書店株式会社」設立[4]
- 2011年 - 丸善書店株式会社、株式会社ジュンク堂書店がCHIグループに参加[4]
- 2015年
  - 2月1日 - 丸善書店株式会社が株式会社ジュンク堂書店を吸収合併し、現社名に変更[5]。
- 2016年
  - 9月1日 - 株式会社戸田書店と仕入・物流・売上データ管理の一体化を目的とした業務提携[6]。
- 2021年
  - 10月20日 - 丸善 丸の内本店内に絵本の世界をモチーフにしたグッズの企画・販売を行う新店舗「EHONS TOKYO（エホンズトーキョー）」をオープン[7]
- 2022年
  - 8月19日 - 一般社団法人Mリーグ機構が運営する「Mリーグ2022-23シーズン」において、スポンサー契約をし、丸善日本橋店とMARUZEN＆ジュンク堂書店梅田店に「M.LEAGUE OFFICIAL SHOP」をオープン[8]
  - 12月2日 - ラウンジサービス「Personal Lounge 丸善の三階」をオープン[9]
  - 12月15日 - 駿河屋BASEの展開する「駿河屋」にフランチャイズ加盟し、2023年3月にジュンク堂書店新潟店内に「駿河屋新潟駅南店」をオープン[10]